# طارق خطاب
طارق خطاب (انگلیسی: Tareq Khattab؛ زادهٔ ۶ مهٔ ۱۹۹۲) یک بازیکن فوتبال اهل اردن است.

## تیم ملی
وی همچنین در تیم ملی فوتبال اردن بازی کرده است.